# C'è tempo
C'è tempo è un film italiano del 2019 diretto da Walter Veltroni. Il film è uscito nelle sale italiane il 7 marzo 2019.

## Trama
Stefano lavora come osservatore di arcobaleni, un lavoro insolito. Da precario, ha altri lavoretti. Un giorno scopre improvvisamente di avere un fratello acquisito, Giovanni, ragazzino di tredici anni. Stefano parte, lasciando il lavoro in Piemonte per raggiungere Roma e conoscere il misterioso fratello. L'uomo è riluttante all'idea di divenire tutore del ragazzo e di occuparsi di lui, ma si convince, soprattutto, per la prospettiva di riceverne in cambio una consistente somma di denaro. Durante il viaggio di ritorno i due fratelli conoscono Simona, una cantante che sta concludendo il suo tour in viaggio per l'Italia con la figlia tredicenne Francesca. Tra i due ragazzini nasce un amore e anche tra i grandi c'è una simpatia, anche se Simona confessa di avere un fidanzato a Parigi e di doverlo raggiungere tra pochi giorni. Nel frattempo vanno a trovare la madre e la zia di Stefano, scoprendo a causa dei suoi strani comportamenti che la prima probabilmente soffre della malattia di Alzheimer. La sera dell'ultima tappa e della conclusione del tour, viene a mancare il pianista del gruppo di Simona che si vede costretta ad annullare la sua esibizione, quando Stefano, che conosce tutte le canzoni della cantante, si offre di suonare il piano. Il concerto va bene, anche se Stefano esagera un po' con gli assoli di piano. La stessa notte, nel medesimo hotel, Stefano, convinto di avere in pugno Simona, tenta di sedurla, ma per un incidente in bagno, la donna, che lo aspetta su un sofà, si addormenta e così Stefano va in bianco.
Intanto, Francesca confessa a Giovanni di avere sentito che suo fratello vuole mandarlo in un collegio. Il ragazzino rimane molto scosso e quando dice a Stefano di essere a conoscenza del piano, l'uomo cambia idea e lo dice anche alla sua compagna. Questo rafforza ancora di più la fiducia tra i due fratelli che, anche se figli di madri diverse, iniziano a capire che quel sentimento che li lega sia ben più profondo.

## Riconoscimenti
- 2019 - Nastro d'argento[2]
  - Candidatura per il miglior attore in commedia a Stefano Fresi
  - Candidatura per la miglior colonna sonora a Danilo Rea